# Tivoli Stadion
O Tivolu Stadion é um estádio localizado na cidade de Innsbruck, na Áustria.
"A Tivoli" foi inaugurado em 8 de setembro de 2000, tinha capacidade para 17.400 torcedores e é utilizado pelo clube de futebol FC Wacker Tirol. Está sendo expandido para 30.000 lugares, visando o Campeonato Europeu de Futebol de 2008.

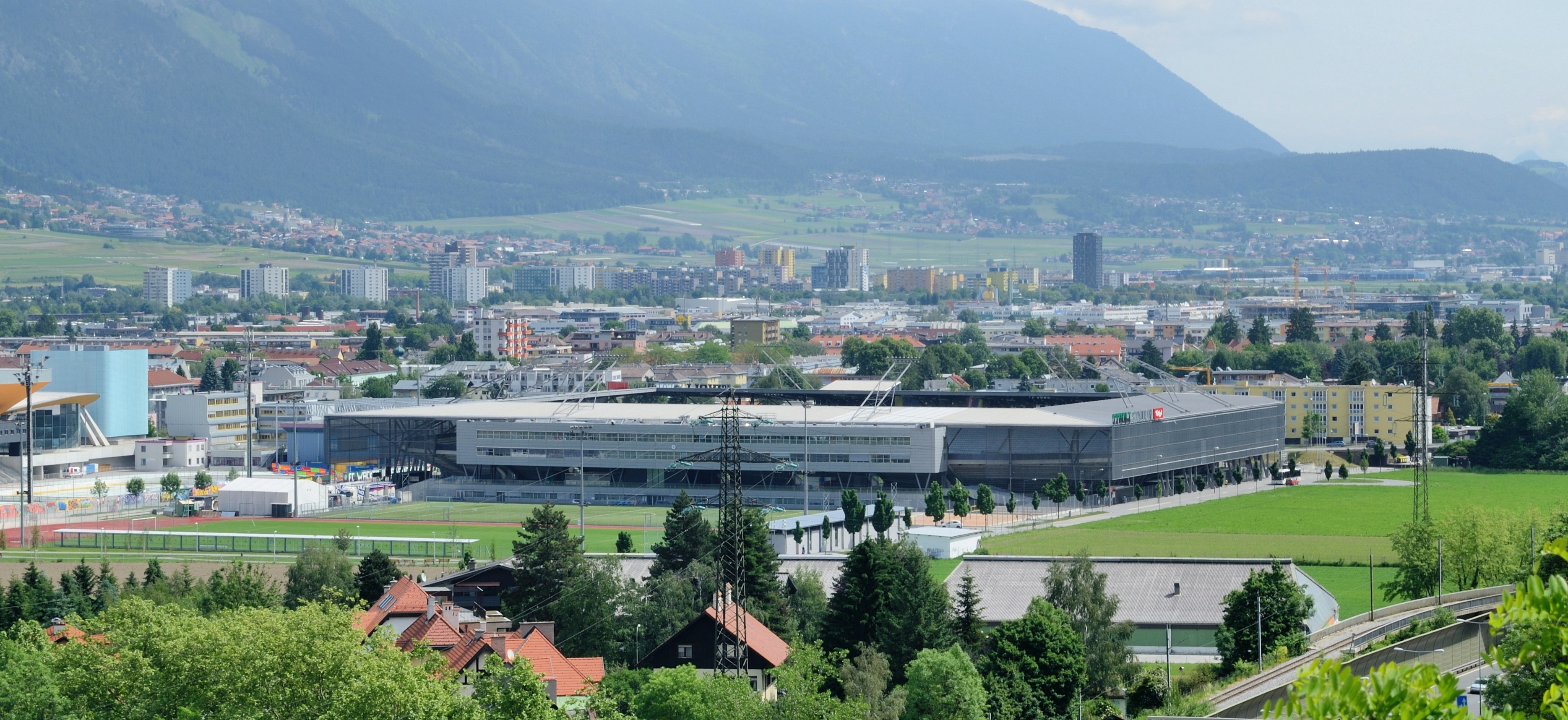
Vista geral, 2008
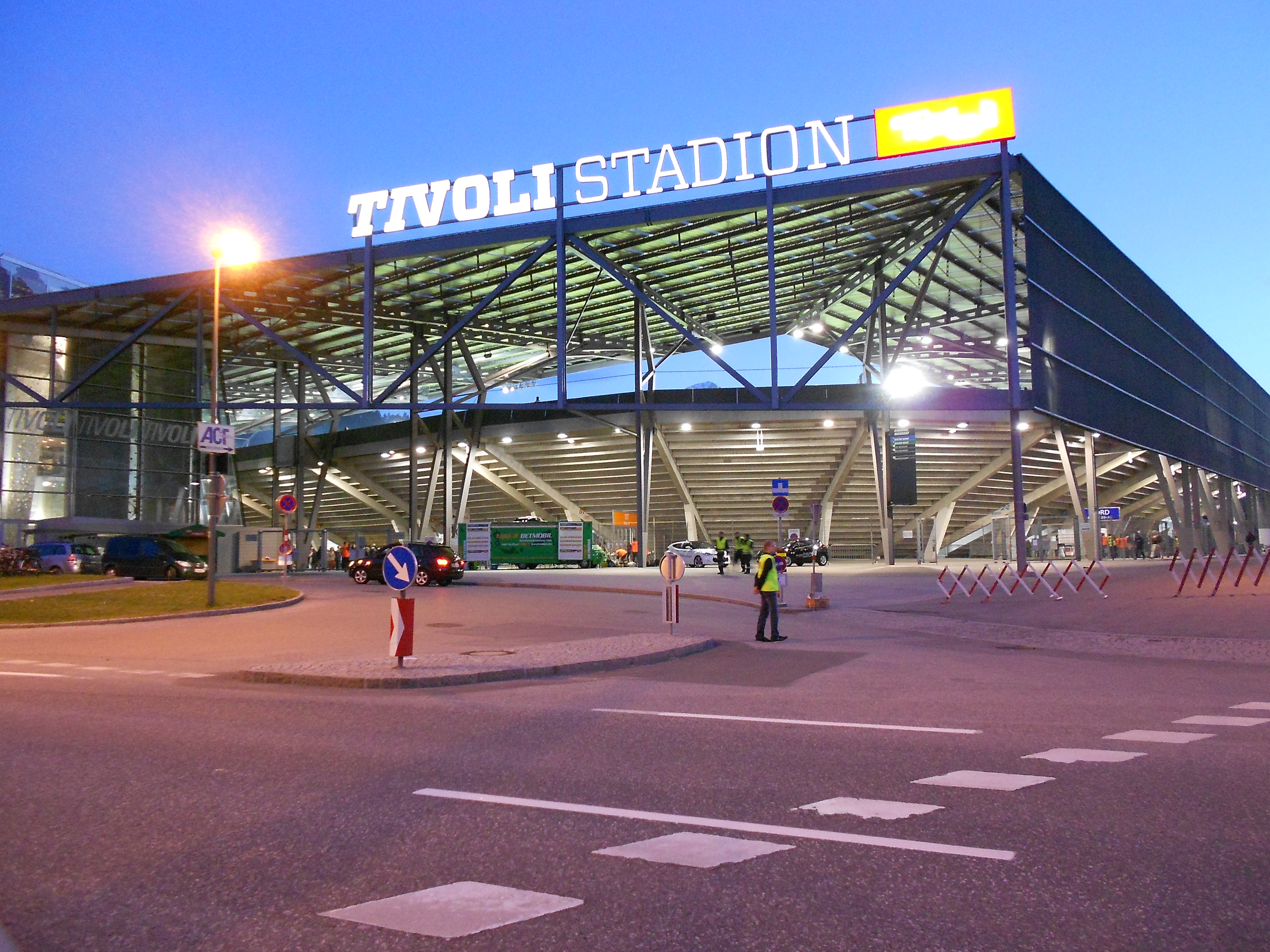
Antes do jogo Áustria - Romênia 2012
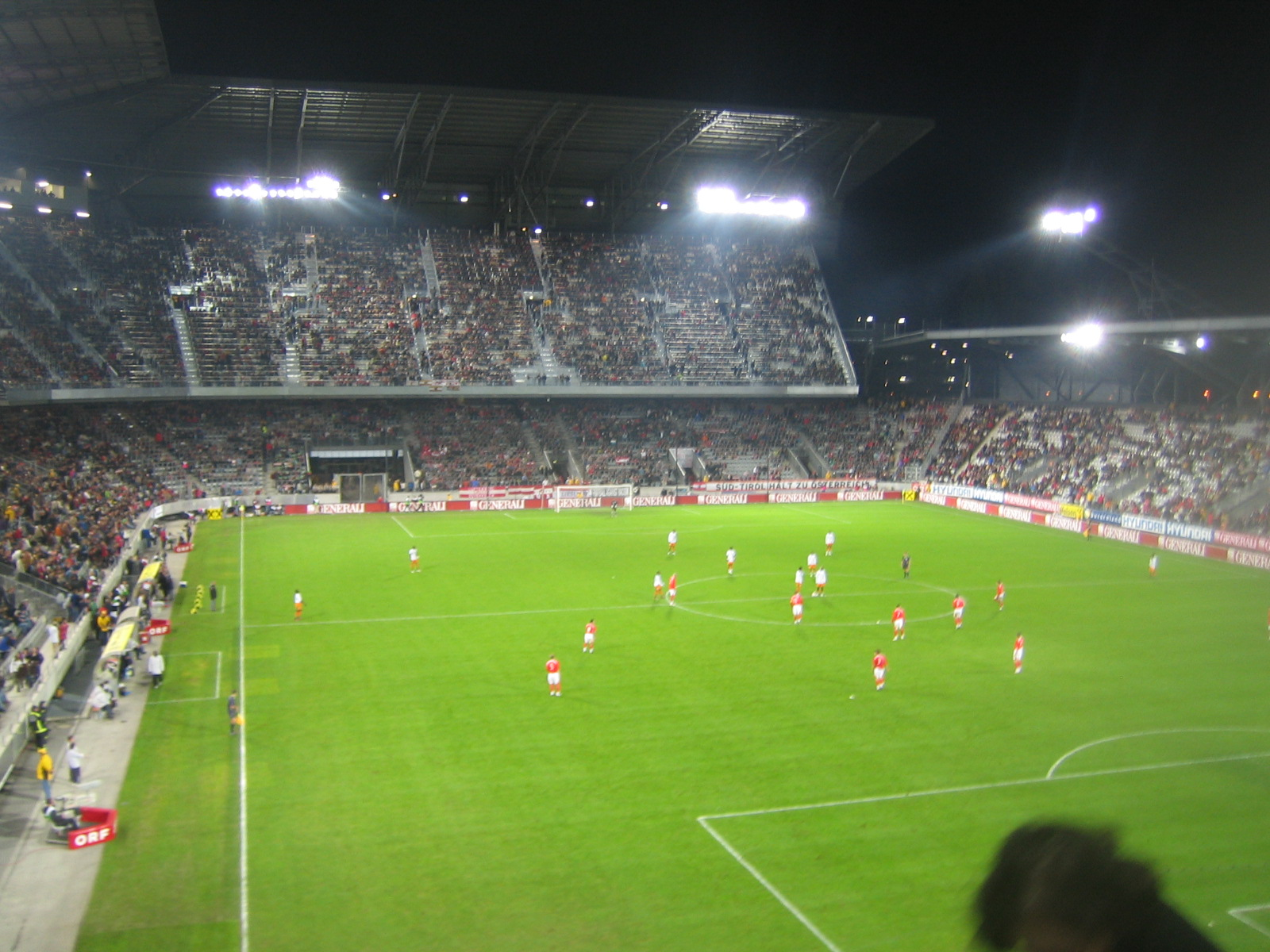
Amistoso Áustria - Costa do Marfim em 2007